# Центральная ТЭЦ (Новокузнецк)
 ТЭЦ Центральная — предприятие энергетики г. Новокузнецка.
ТЭЦ Центральная (ранее — ТЭЦ КМК, ТЭЦ ООО «ЕвразЭК», ТЭЦ НКМК, ТЭЦ Энергокомплекса) производит электроэнергию для предприятий промышленной площадки Новокузнецкого Металлургического Комбината. Потребителями тепловой энергии, вырабатываемой турбинами ТЭЦ, также являются Центральный и Куйбышевский районы г. Новокузнецка.
Число работающих −466

## История строительства
После принятия решения в 1930 году о строительстве Урало-Кузнецкого комбината, 20 августа 1931 года начато строительство ТЭЦ для энергоснабжения Кузнецкого металлургического комбината (КМК). Однако , в 1930 году работали временные электрогенерирующие установки .
- 14 января 1932 г. введён в постоянную эксплуатацию первый котёл;
- 21 января, на четыре дня раньше планового срока, была пущена первая турбина мощностью 6 тыс. кВт;
- 3 февраля 1932 г. вторая турбина выдала первый ток для опробования моторгенератора доменного цеха КМК;
- 10 февраля 1932 г. началась постоянная работа станции;
- Апрель 1932 г. — пуск третьей турбины, мощностью 24 тыс. кВт;
- 17 сентября 1932 г. была поставлена под промышленный ток четвёртая турбина мощностью также 24 тыс. кВт. Первая очередь ТЭЦ была доведена до проектной мощности.

В 1935 г. станция достигла проектной мощности в 108 МВт.
Это была первая электростанция районного значения. На её электроэнергии стали работать не только КМК и другие предприятия г. Сталинска, но и шахты в городах Прокопьевске и Осинниках, железные рудники в Темиртау и Тельбесе, а также агломерационная фабрика в пос. Мундыбаш. 
В тот период это была наиболее крупная ТЭЦ в стране. Оборудование для этой ТЭЦ было в основном поставлено из Германии и Франции. Отечественная промышленность тогда ещё не выпускала достаточно мощных турбин, генераторов и котлоагрегатов.
В связи с сооружением ТЭЦ в Кузбассе были построены электрические сети напряжением 35 и 110 киловольт.
В сентябре 1936 г. была построена линия электропередачи 110 кВ между городами Белово и Прокопьевск. С вводом в работу этой ВЛ-110 кВ Кемеровская ГРЭС и ТЭЦ Кузнецкого металлургического завода стали работать на общую электрическую сеть.
В 1942 году был расширен охладительный бассейн.
В 1970х годах к ТЭЦ был подведен природный газ.

## Собственники предприятия
В 1954 году ТЭЦ вышла из состава КМК в самостоятельное предприятие энергосистемы «Кузбассэнерго».
В 2002—2003 управлялась Металлэнергофинансом. Входила в состав Евраз.
С 1 января 2013 года вышла из «Евраза», образована ООО «Центральная ТЭЦ».
15 сентября 2013 «ЕВРАЗ» продал ТЭЦ в собственность ОАО «Оптовая электрическая компания» за 10 тысяч рублей.
В июне 2014 года передана в комитет управления муниципальным имуществом города Новокузнецк.
Число сотрудников −466
В 2014 году отношении ООО «Центральная ТЭЦ» (ИНН 4217148426) подано заявление о признании банкротом (дело о банкротстве № А27-11770/2014 рассматривается Арбитражным судом Кемеровской области), в рамках данного дела определением от 10.02.2015 года введена процедура наблюдения, затем решением от 30.06.2015 года предприятие признано банкротом и введена процедура конкурсного производства.
С конца 2014 года комплекс имущества ТЭЦ передан в аренду другому предприятию — ООО «Центральная теплоэлектроцентраль» (ИНН 4217141332), которое приняло к себе также и работников ТЭЦ и уже от своего имени начало производить тепловую энергию, продаваемую затем потребителям.
С 27 июня 2015 года комплекс имущества ТЭЦ возвращен в ООО «Центральная ТЭЦ» (ИНН 4217148426), туда же снова переведены работники, на данном предприятии возобновлена деятельность по производству и продаже тепловой энергии.
В 2019 году продана с торгов, новый собственник — ООО «Стройтехпроект».

## Интересные факты
Планируется перевести ТЭЦ на водоугольное топливо 

## Руководство
- Конкурсный управляющий - Краснов Сергей Николаевич (с 18 сентября 2017)